# Área natural de manejo integrado El Palmar
El Área Natural de Manejo Integrado El Palmar es un área protegida de Bolivia, ubicada en el municipio de Presto de la provincia de Zudáñez en el departamento de Chuquisaca. Ocupa la región de valles secos mesotérmicos teniendo selva húmeda montañosa con valles semiáridos. Su geografía corresponde a una parte de la cordillera oriental de los Andes. La región es típicamente montañosa con profundos cañones. Fue creada el 20 de mayo de 1997 mediante Decreto Supremo 24623 con una superficie de 59 484 ha (594,8 km² aproximadamente).

## Hidrografía
La hidrografía del área está definida por el río Grande y el río Zudáñez y la cuenca del río Rodeo. Numerosas subcuencas son parte del área, incluidas las de los ríos:
1. Río Rodeo
2. Río Presto
3. Río Rumi Cancha
4. Río Algodonal
5. Río Zudañez

## Valores escénicos
El área presenta una variedad de paisajes por las características topográficas del sector y la biodiversidad presnte, se destacan:

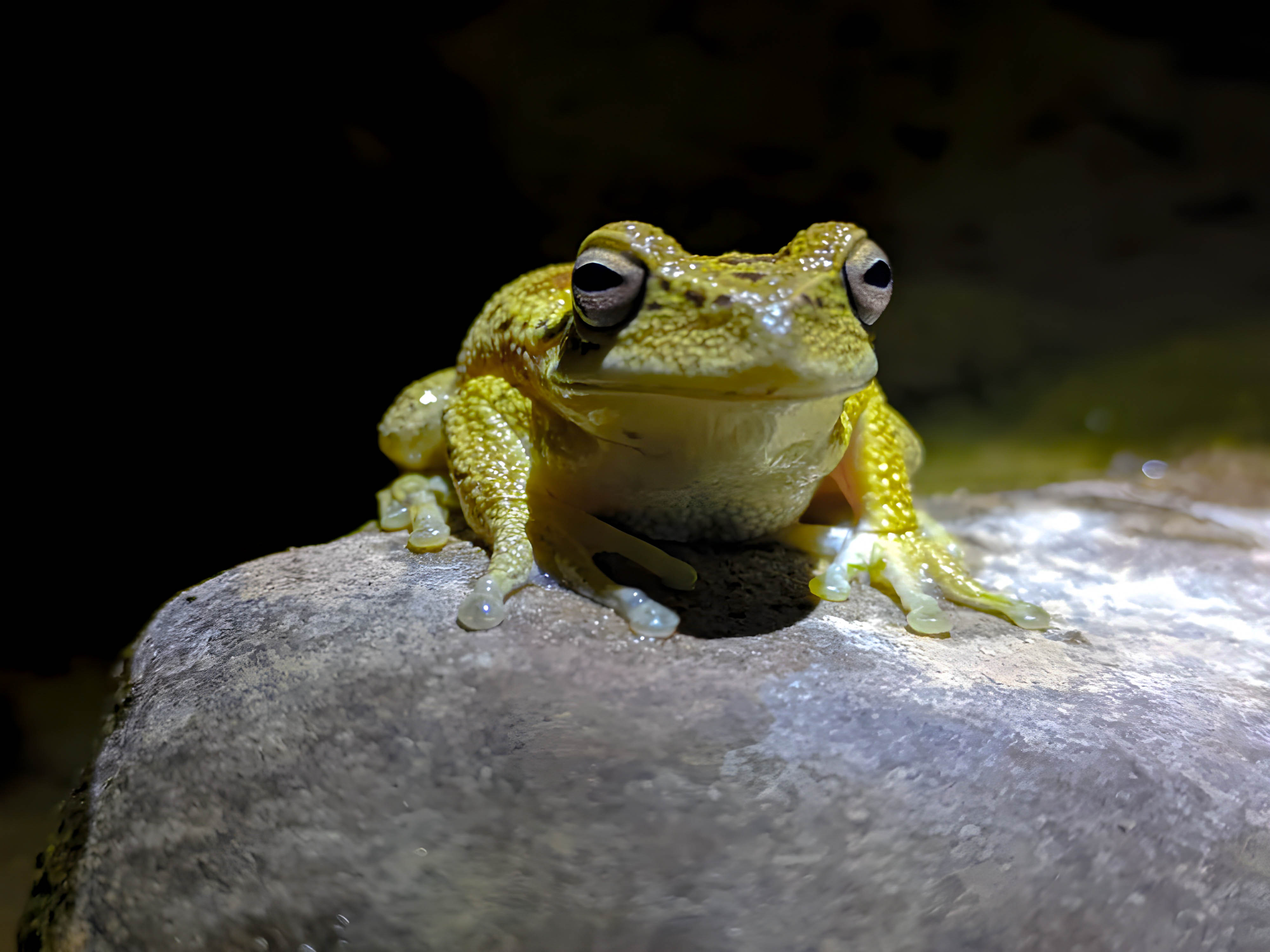
Rana Arborícola Andina en El Palmar.

- El sendero por el Cañon Misión.
- Rana Arborícola Andina en El Palmar.Cerro de Pucara Punta.
- Sendero de Rodeo-Cóndor Bañana.

## Flora

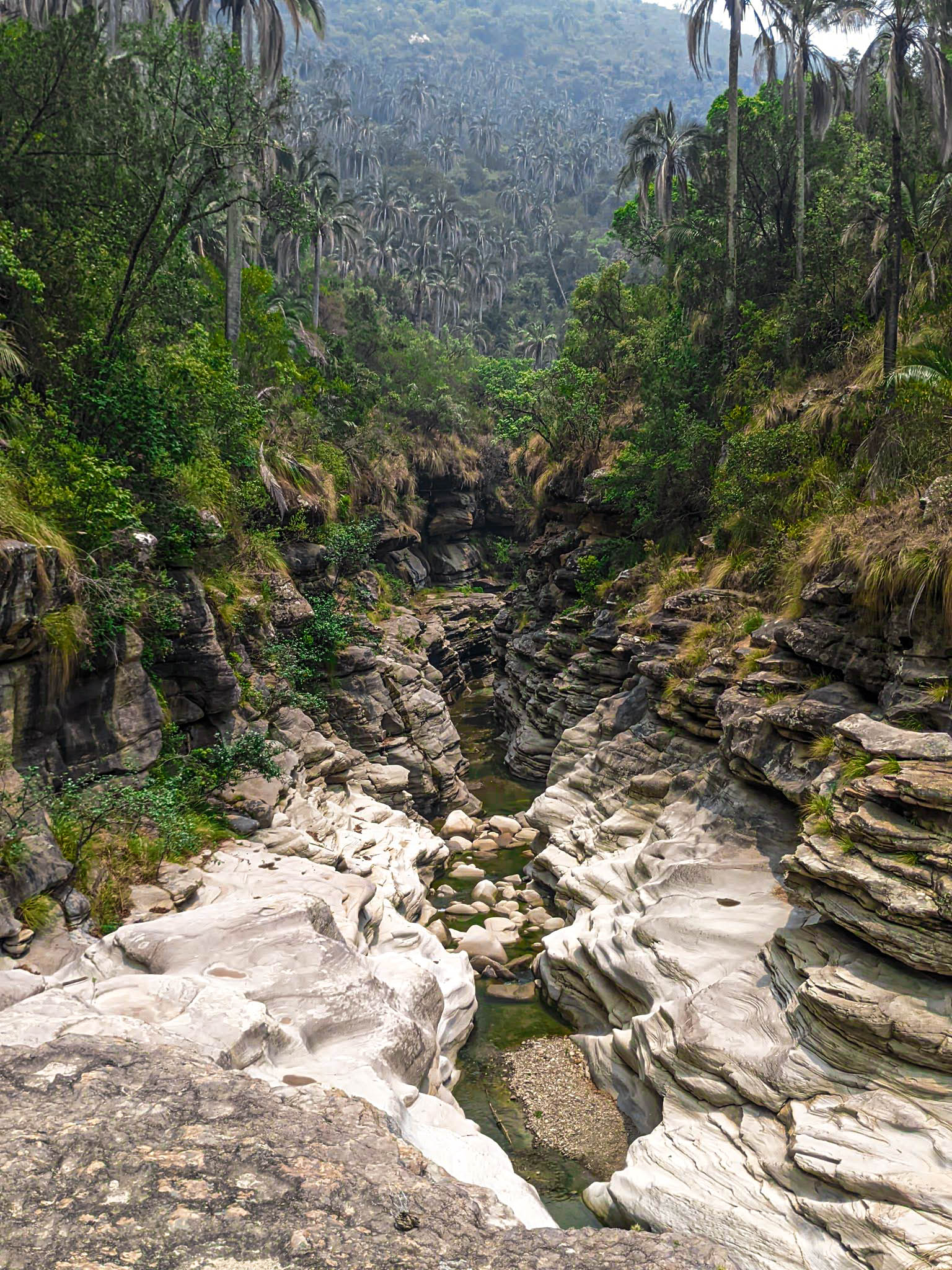
Cañón Misión en la reserva

Entre 1000 a 2000 m s. n. m. la vegetación está dominada por especies adaptadas a períodos de sequía prolongada y presenta mayormente especies microfoliadas, caducas en la época seca. Presenta la asociación vegetal del soto (Schinopsis haenkeana), sotomara (Loxopterygium grisebachii), chari (Piptadenia boliviana), k'acha k'acha (Aspidosperma quebracho-blanco), willca (Anadenanthera colubrina) y numerosas acacias espinosas. En las cercanías de los ríos existe algarrobo (Prosopis spp.)  munchuelo (Acacia furcatispina) bandor (Coccoloba tiliaceae) y satajchi (Celtis spinosa).

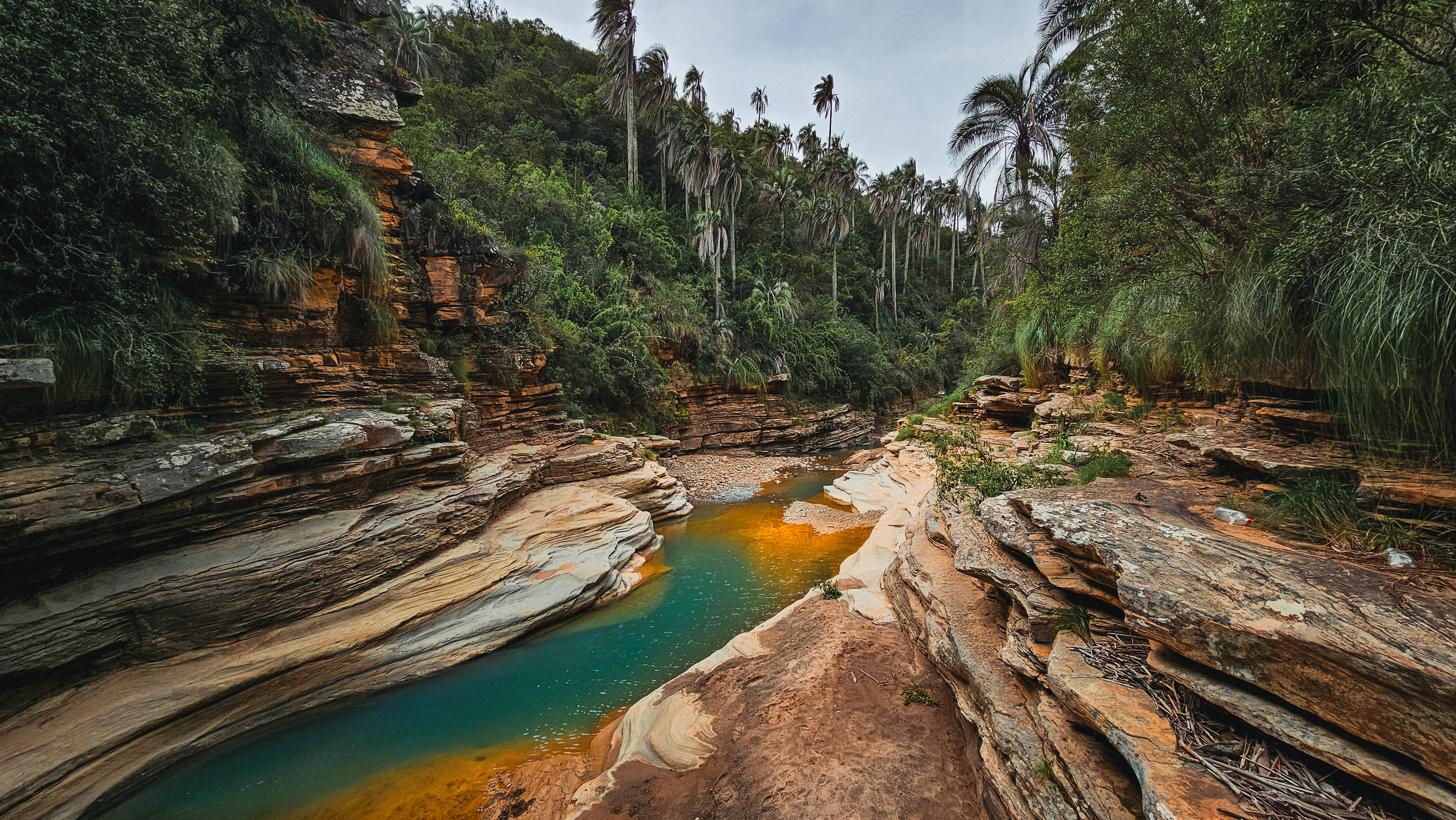
Cañones de la reserva rodeadas de palmeras

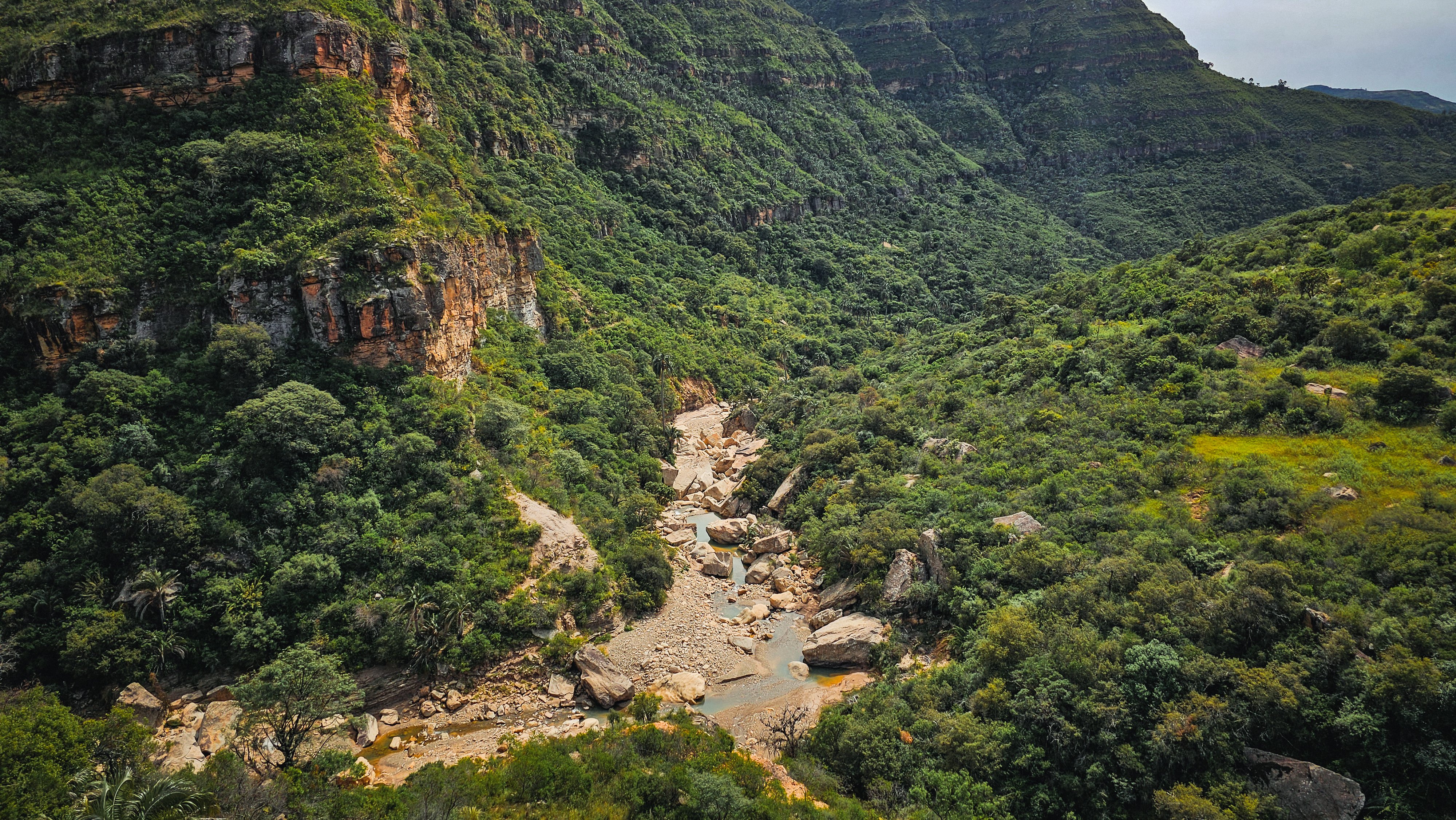
Vista del Cañón Misión desde la parte superior.

Entre 2000 a 2500 m s. n. m. la vegetación dominante en arbustos está caracterizada por Dodonaea viscosa, tola (Bacharis dracunculifolia) tolilla (Eupatorium buniifolium). La asociación arbórea más importante es del pino del cerro (Podocarpus parlatorei), aliso (Alnus acuminata), Schinus molle, sahuinto (Myrcianthes cisplatensis).
Entre 2800 a 3200 m s. n. m. es la región de sub-puna con presencia de la asociación kewiña (Polylepis tomentella), aliso (Alnus acuminata) y sahuinto (Myrcianthes cisplatensis).
Las manchas de palmares de la especie Parajubaea torallyi empiezan aproximadamente a los 2400 m s. n. m. continuando hasta los 3200, se encuentran preferentemente en las quebradas ocupando aproximadamente 34 km² y la asociación vegetal está representada por Parajubaea torallyi, Podocarpus parlatorei, Myrcianthes pseudo-mato, Myrcianthes cisplatensis, Cedrela lilloi, Ilex argentina, Condalia weberbaueri, Polylepis tomentella y Alnus acuminata.